# 11364 Karlštejn
(11364) Karlštejn, denumire internațională (11364) Karlstejn, este un asteroid din centura principală de asteroizi.

## Descriere
11364 Karlštejn este un asteroid din centura principală de asteroizi. A fost descoperit pe 23 martie 1998 la Observatorul din Ondřejov de Petr Pravec. Asteroidul prezintă o orbită caracterizată de o semiaxă mare de 2,60 ua, o excentricitate de 0,15 și o înclinație de 4,1° în raport cu ecliptica.